# Malá Skalice (tvrz)
Maloskalická tvrz, respektive její zbytky, se nachází v Malé Skalici, dnes části České Skalice, v ulici Maloskalická, v areálu Muzea Boženy Němcové.

## Historie
O Malé Skalici a místní tvrzi se dochovaly jen kusé písemné zprávy. Většina informací byla totiž zapsána v zemských deskách, které v 16. století zničil požár. V roce 1363 je jako majitel tvrze uváděn Nevlas ze Skalice. Ve 14. až 17. století se zde vystřídala řada vlastníků, přičemž jako poslední je v roce 1634 uváděn Octavio Piccolomini de Aragona. Asi v roce 1639 při vypálení České Skalice Švédy tvrz zanikla, poslední zbytky byly zničeny v letech 1822–1826. V té době došlo při císařské silnici k výstavbě zájezdního hostince U bílého lva, na který bylo použito zdivo z rozvalin tvrze, na zdech tvrze pak klášterní budova s kaplí. V letech 1980–1983 proběhl archeologický průzkum tvrziště, při kterém došlo k odhalení kruhovité části věže z neomítnutého lomového kamene. V roce 1985 se našly i zbytky druhé věže.